# عبد الله يوسف القطبي
عبد الله بن معلم يوسف القطبي (1879 – 1919) كان جدليًا وعالم دين وفيلسوفًا صوماليًا عاش في قولونقول الصومال.

## السيرة
اشتهر الشيخ القطبي بكتابه المجموعة المباركة، وهو مجموعة من خمسة أجزاء من الجدل نُشر في القاهرة حوالي عام 1919–1920 م (1338 هـ). إن الشيخ عبد الله القطبي، تلميذ الشيخ عبد الرحمن الشاشي وعضو الجماعة القادرية، وهي مدرسة فكرية إسلامية وطريقة صوفية.

## طالع أيضًا
- عبد الرحمن بن عبد الله الشاشي (الشيخ الصوفي)